# سفارة قبرص في السويد
سفارة قبرص في السويد هي أرفع تمثيل دبلوماسي لدولة قبرص لدى السويد. تقع السفارة في ستوكهولم وهي تهدف لتعزيز المصالح القبرصية في السويد.

## وصلات خارجية
- قائمة سفارات قبرص
- قائمة السفارات في السويد